# El hombre deseado
El hombre deseado (título original: Der bewegte Mann, título en el Reino Unido The Most Desired Man, en Estados Unidos Maybe, Maybe Not) es una película alemana del año 1994 dirigida por Sönke Wortmann, que pertenece al género de la comedia romántica. El guion se basa en dos historietas de Ralf König, Der Bewegte Mann y Pretty Baby.
El filme se centra en la relación entre un hombre atractivo, su novia y un admirador homosexual, y juega con los estereotipos de gays y heterosexuales. El título original hace referencia a un movimiento masculino alemán de los años 70 (Männerbewegung) cuyos seguidores se juntaban en grupos de hombres (Männergruppen) para combatir su machismo reflexionando sobre sus errores. Este movimiento es satirizado en la película, ya que el machismo juega un rol fundamental en su historia.

## Trama
Axel (Til Schweiger) es un hombre atractivo de unos 30 años, pero su machismo y sus frecuentes relaciones con otras mujeres llevan a su novia Doro (Katja Riemann) a dejarlo y echarlo de su departamento. 
Desesperado por no conseguir alojamiento visita a exnovias y amantes, las cuales todas lo echan. Su "grupo de hombres", amigos con los que regularmente discute temas relacionados al machismo, tampoco es una gran ayuda, pero allí conoce a Walter (Rufus Beck), und joven gay que lo encuentra atractivo y lo invita a una fiesta.
En la fiesta conoce a Norbert (Joachim Król), un amigo de Walter, pasa la noche con él (sin relaciones sexuales) y termina mudándose a su departamento. Norbert dentro de muy poco se enamora de Axel y lo trata de seducir cuando puede, aunque no tiene éxito.
Mientras tanto, Doro descubre que quedó embarazada. Decide perdonar a Axel y pedirle el matrimonio, pero no lo encuentra. Hasta que un día Axel aprovecha la ausencia de Doro para ver una película en su departamento junto a Norbert. Doro, que por casualidad justo llega al lugar, encuentra a Axel nervioso, y al revisar el armario se encuentra con Norbert. Sin embargo, le perdona.
Poco después la pareja se casa. Al salir de la iglesia Norbert y sus amigos, que no fueron invitados, saludan a Axel, Doro y sus parientes. Esto hace dudar a Doro si Axel no tuvo relaciones con hombres. Además, Axel no se siente atraído por ella sexualmente por el embarazo, lo que todavía aumenta su desconfianza.
Un día Axel se encuentra con Elke, una excompañera de estudios. Ella lo seduce para pasar una noche juntos. Pero como él no tiene ningún lugar para la cita, en su desesperación recurre a Norbert, que después de resistirse al final le "presta" su departamento por una noche. Para mejorar su "rendimiento" sexual Elke le propone usar un spray para toros que se usa en la ganadería, llamado Bull Power. Pero a Axel le cae mal la droga y el acto sexual no puede llevarse a cabo.
Mientras tanto Doro encuentra el número de teléfono de Norbert y a través de la guía telefónica obtiene su dirección. Al llegar, se encuentra con Axel desnudo sentado en la mesa completamente drogado, junto a un Norbert perplejo que no sabe que pensar. Pero al mismo tiempo empiezan sus contracciones. Norbert la lleva al hospital, donde nace su hijo.
Cuando Axel se despierta de su delirio, un amigo de Norbert lo lleva al hospital. Su intento de reconciliarse con Doro falla, ella lo echa de la sala. En el final de la película, Norbert lo contiene a su amigo y le da esperanza para una futura reconciliación.

## Diferencias respecto a la historieta
- La escena inicial, en la que Axel tiene relaciones con una compañera de trabajo y es descubierto por Doro, no estaba en la historieta.
- En la historieta, Axel después de haber sido dejado por Doro simula un intento de suicidio. Esto en la película no ocurre.
- En la historieta Norbert llega a practicarle sexo oral a Axel en el departamento de Doro cuando ven la película. En la película solo intenta besarlo, pero es rechazado por Axel.
- La película termina con Axel y Doro peleados, pero con final abierto. En la historieta original la pareja se reconcilia al ver el bebé.

## Recepción
Der bewegte Mann fue una de las películas de producción alemana más taqulleras de los años 90 y fue vista por 6,5 millones de espectadores. Las críticas fueron, en general, positivas, aunque el mismo Ralf König criticó que respecto al original se perdieron algunas exageraciones sobre todo relacionado con los heterosexuales, cuyo machismo / feminismo es presentado más explícitamente en la historieta, mientras que los homosexuales aparecen más como caricaturas.

## Premios
- Bundesfilmpreis de Oro (mejor película).
- Bundesfilmpreis para Joachim Król (mejor actor).
- Bundesfilmpreis para Sönke Wortmann (mejor director).
- Bambi (1995).
- Bayerischer Filmpreis
- Goldene Leinwand (1994 y 1995).
- Premio Gilde de Plata para la mejor película alemana.